# Serena de Tous
Serena de Tous (Barcelona; c.1350 - c.1400) també coneguda per Sereneta, destaca per ser una de les escriptores de cartes més emblemàtiques de l'època que mantingué una correspondència constant amb el seu marit, Ramon de Tous.

## Biografia

### Relació entre Serena i Ramón de Tous
Serena o Sereneta, com ella sovint firmava, va viure a Barcelona durant la segona meitat del segle xiv. Tot i que es desconeix l'origen de Serena, se sap que l'any 1372 ja estava casada amb Ramon de Tous. Es creu que seria una dona jove, d'entre vint i trenta anys i amb una diferència d'edat d'uns vint anys amb el seu marit.
Ramon va néixer a Sardenya i era mercader. Ell era fill d'un personatge procedent del castell de Tous (Anoia) i de mare sarda. En una de les seves rutes comercials va traslladar-se a Barcelona, on va ser admès com a ciutadà.
Anys més tard, per recomanació de Guillemona de Togores, la dama de la reina, Ramon va ser nomenat administrador de la comtessa Maria de Luna, la qual es casà l'any 1372 amb l'infant Martí. Va ser aleshores quan va marxar cap a Aragó per administrar les terres de la comtessa, mentre Sereneta es quedà a Barcelona fent-se càrrec del seu negoci. Serena va haver d'invertir els seus propis estalvis en el comerç d'ultramar per tal de tirar endavant el negoci, a més d'administrar l'economia domèstica. Tot i tenir una esclava o dues, sempre es mostrà activa, portant la llar i els negocis, i tingué una gran prudència en les despeses, a la vegada que solidaritat amb els més desvalguts.
Serena tenia cura personalment de Guillemona de Togores, i quan es posà malalta la portà a casa seva. Les cartes que Guillemona escrivia a Ramon de Tous mostren l'agraïment per la cura que Serena tenia d'ella.
Sereneta es mostra a les seves cartes com una dona decidida i oberta, que manifestà els seus estats d'ànim i els seus sentiments i que es mostrà servicial amb el marit. En les primeres cartes, fins i tot, es pot veure a una Serena obertament enamorada. Serena era una persona que estava molt vinculada al seu entorn, així mateix les cartes ens donen notícia dels casaments, les defuncions, els afers de la cort, els problemes dels amics, etc. En aquesta mateixa línia, sabem que Serena es relacionava amb el cercle del seu marit i mantenia una correspondència constant amb ell. En total, es conserven 18 cartes dirigides al seu marit Ramon de Tous.

### La mort de Ramón de Tous
El setembre de 1376, Ramon de Tous caigué malalt, just quan es disposava a tornar a Barcelona. No obstant això, no va poder arribar, i va morir a Lleida, on fou soterrat. Sereneta no va recuperar els béns que li pertocaven fins que es dictaminà una sentència arbitral l'any 1389.

## Les cartes de Serena de Tous
Es coneix a Sereneta per les cartes que va escriure al seu marit des que va marxar a Aragó, fins a la seva mort. Van ser quatre anys en els quals ens explicava el seu dia a dia i mostrava els seus sentiments.
Les cartes de Serena de Tous són documents on s'expressen les vivències, les intimitats i les declaracions d'amor d'ella cap al seu marit, Ramón de Tous. Aquesta correspondència esdevé l'únic contacte entre ells, essent per aquest motiu, el reflex d'una gradació interessantíssima dels estats d'ànim i sentiments que sentien l'un per l'altre.
En aquestes cartes es troba, també, informació dels esdeveniments que es produïen al seu entorn. A través d'aquests, es pot conèixer la situació econòmica i social de l'època: un moment de fam i malalties vàries, com la pesta. A més, la informació sobre els negocis que Serena deixà escrit a les cartes són testimoni dels preus de les espècies d'aquella època i les comandes comercials que es feien.
Aquestes cartes permeten descobrir la seva intimitat, expressades en un magnífic llenguatge col·loquial, ple d'ironia malgrat la gravetat de les circumstàncies. En elles s'hi transcriu la història d'una mestressa de casa que es troba sola a Barcelona, cuidant a una amiga malalta i distanciada del seu marit. En moltes ocasions, en el text de les cartes hi figura un reclam perquè torni: «Si vos hauríeu tan gran (desig) de mi, com jo de vós, sènyer, hi seríeu abans que no sereu, per tots tost que hi siau». I en una altra carta: “Prec-vos que per la bona amor que és entre vós e mi, e serà si Déu vol de la mia vida, que siau remmbrat de mi». O bé: «Si vós sabiau l'ànsia e el desig que jo he de vós, sényer, m'escriurieu pus sovint que no feu».
Però també amb gran ironia li fa retrets, sobretot quan és conscient de l'abandó i de l'existència d'alguna amant; ell tornava molt poc a Barcelona i cada cop escrivia menys, en plena època de fam ella li escriu: «Crec que així com ha gran casrestia de totes coses, crec que aitambé li havets caresria de tinta e paper».
Tot i que la major part de les cartes són declaracions d'amor on s'evidencia que Serena tracta al seu marit de germà, a vegades utilitza el tractament de senyor. Cal destacar que en una societat simbòlica com la medieval és molt significativa la paraula germà. En el cristianisme, estimar-se com a germans correspon a un amor distributiu i solidari, denotant igualtat, fidelitat i respecte. És per aquest motiu que, Serena, quan se sentia ignorada i traïda pel seu marit fa desaparèixer el tractament de germà i el reemplaça pel de senyor.

## "Por mi alma os digo"
Un dels títols que conté el quart i últim volum de la sèrie "La Vida escrita por las mujeres" porta com a títol "Por mi alma os digo", una frase que justament fa referència a les paraules que fa servir Serena en una de les cartes dirigides al seu marit, molt probablement el 2 octubre 1373. Aquesta és una expressió que reflecteix la constant imbricació entre vida i escriptura. Les cartes de Serena s'inclouen en una antologia de les escriptores més rellevants de la literatura hispànica (tenint presents escriptores en llengua catalana, basca i gallega) i hispanoamericana. En concret, és una antologia que presenta quatre-cents anys d'escriptura en femení, abastant de l'edat mitjana fins a la Il·lustració, a través de cartes, poemes, obres autobiogràfiques, confessions místiques... que tracta sobre les dones i els seus textos que visqueren entre la baixa edat mitjana i la Il·lustració.
Cada capítol se centra en un aspecte de l'escriptura «en femení»: dels textos medievals donats a conèixer per dames de la noblesa a la literatura il·lustrada que domina el segle xviii, passant per l'escriptura conventual o per la d'aquelles dones que van pugnar per defensar «l'ofici d'escriure». Totes elles: nobles, religioses, humanistes i beates, eren dones que aspiraven a realitzar-se plenament, complint amb la seva vocació d'escriue les seves vivències i creences íntimes, donant consells a les seves filles, defensant la seva llibertat intel·lectual o denunciant els abusos als quals eren sotmeses.

## L'escriptura femenina a la Baixa Edat Mitjana

### L'escriptura de cartes
L'escriptura de cartes va ser un dels mitjans que va respondre millor la necessitat de relació i comunicació entre les persones d'aquella època. Varen ser algunes dones, que avui dia coneixem pels seus escrits, les que van escriure, o dictar, cartes per transmetre notícies, per demanar o agrair favors, per vetllar pels seus drets i pels dels seus fills i filles, per felicitar en les alegries o per donar el condol en les penes. Certament, no és fàcil recopilar i estudiar aquests textos, ja que es troben molt dispersos, en mal estat de conservació, escrits amb lletra molt cursiva, sovint sense datar i fora de context. De tota manera, s'han trobat peces d'una gran bellesa, plenes de tendresa i que permeten endinsar-nos en un cúmul de pensaments, sentiments i vivències quotidianes de les dones del passat.
Malgrat les circumstàncies, s'han conservat un bon nombre de cartes escrites per dones, moltes d'elles encara per descobrir en els fons d'arxius i d'altres encara per ubicar en el seu context. Tot i així, totes ens apropen a un llenguatge col·loquial que ens permet descobrir el català parlat de finals de l'Edat Mitjana. D'altra banda, aquestes cartes són també uns textos d'interès evident per a la història de les dones, ja que ens acosten a la subjectivitat i al dia a dia de les dones, als seus pensaments, vivències i relacions.
Les cartes de Serena de Tous són un dels exemples de textos realitzats en un entorn femení que han permès representar i posar en context una història: la història de les dones. Així mateix, Teresa Vinyoles Vidal, a partir del seu treball "Breve historia feminista de la literatura española (en lengua catalana, gallega y vasca)", ens recupera una història feminista de la literatura que aposta per recuperar la veu de les dones d'aquella època i donar a conèixer la vida, els pensaments i les costums de les dones d'aquells temps.